# Kakao M
Kakao M (em coreano: hangul: 카카오M; romaniz.: kakao em; anteriormente Seoul Records, YBM Seoul Records e LOEN Entertainment), foi uma gravadora da Coreia do Sul.

## Sobre a companhia

### História
A companhia foi fundada como uma subsidiária da YBM Sisa, cujo principal trabalho era a criação de fitas de aprendizagem de línguas, projeto desenvolvido em 1978 por Min Yeong-bin. Em 1982, a empresa foi registrada oficialmente e em 1984 se tornou uma distribuidora e produtora de músicas clássicas e tradicionais.
Seoul Records foi registrada como uma companhia de capital de risco em 1999 e começou a vender álbuns, enquanto um site de compras na Internet também era operado. Em 2000, a empresa mudou o seu nome para YBM Seoul Records e começou a vender ações no KOSDAQ. Em 2003, a companhia se juntou a Federação Internacional da Indústria Fonográfica. A SK Telecom comprou 60% da empresa em 2005 e se tornou a sua maior acionista. Consequentemente, a YBM Seoul Records também se tornou parte do SK Group . Desde 2008, a Seoul Records é mais conhecida pelo seu nome atual, LOEN Entertainment.
LOEN foi encarregada de operar o serviço de distribuição de música online da SK Telecom, MelOn, em 2009. MelOn é atualmente o site de vendas de música mais utilizado na Coreia do Sul.
Em 2012, a companhia assinou um contrato com o site de televisão via internet crowd-sourced Viki, para a divulgação de videoclipes, entrevistas e performances dos seus artistas, como IU, Brown Eyed Girls e Drunken Tiger. Em agosto do mesmo ano, todos os artistas assinados com a LOEN Entertainment foram escalados para um grupo de artistas especial, chamado de LOEN Tree. O grupo lançou o seu primeiro EP, "LOEN Tree Summer Story", em 2 de agosto.
Em 18 de julho de 2013, a Affinity Equity Partners, através da sua subdiária Star Invest Holdings Ltd., comprou 52.56% das ações da LOEN. Assim, o SK Group possui atualmente apenas 15% das ações, após um acordo com a AEP. Em setembro, a empresa foi reorganizada para incluir duas marcas: "LOEN Tree" (Jo Yeong-cheol) e "Collabodadi" (Shinsadong Tiger). Em 18 de dezembro, a LOEN adquiriu 70% das ações da Starship Entertainment, tornando-a uma subsidiária independente da LOEN.
Em 2 de março de 2021, a Kakao M se fundiu com a KakaoPage para formar a nova empresa chamada Kakao Entertainment.

### Negócios
A venda de músicas online são responsáveis por 93,9% do lucro da empresa. A gravadora também distribui CDs de outras agências de entretenimento da Coreia do Sul através da LOEN Music, porém o lucro é inferior a 5%.

### Identidade da companhia

#### Nome
O nome LOEN significa:
- Live On Entertainment Networks
- LOve + ENtertainment

#### Logos
O primeiro logo da empresa foi de duas letras pequenas, s e r (SR, para Seoul Records), combinadas. Na parte inferior do logotipo, foi colocado o nome em inglês, enquanto o nome coreano ((주) 서울 음반) foi colocado no canto direito.

## Organização dos artistas

### LOEN Tree
Cantores
- IU
- Ra.D
- Zia
- Yoon Hyun-sang
- Lee Michelle (singer)

Grupos
- Fiestar
- History
- 021(O TO ONE)

Atores
- Kim Suk-hoon
- Jo Han-sun[14]
- Lee Jung-hyuk[15]
- Kang Bok-eum[16]
- Min DoHee (Integrante do Tiny-G)
- MyeongJi (Ex integrante do Tiny-G)

Produtores
- Won Taeyeon
- G.Gorilla
- Lee Minsoo
- Hwang Sooah
- Ra.D
- KZ

Letristas
- Kim Yi-na
- G.Gorilla
- Lee Minsoo
- Ra.D

#### Gravadoras afiliadas
- Pledis Entertainment
- AroundUs Entertainment
- Star Empire Entertainment
- Plan A Entertainment
- YMC Entertainment
- DreamTea Entertainment
- Source Music
- Starship Entertainment
- Seven Seasons
- Woollim Entertainment
- WM Entertainment
- Big Hit Entertainment
- RBW Entertainment
- SuneV Entertainment
- Cube Entertainment
- TS Entertainment
- DSP Media
- TOP Media

### Collabodadi
Cantores
- Fiestar
- Zia
- Tiny-G

Letrista / Produtor
- Shinsadong Tiger

### Estagiários
- Yoon Hyun-sang (K-pop Star - 7º lugar)
- Shin Ji-soo (Superstar K3 - 6º lugar
- Park So-yeon (K-pop Star 2 - parte de YouU, 7º-8º lugar)
- Chan.Tracee Vann

## Artistas antigos

### Cantores
- Run
- Gain
- Cheska (membro do Fiestar)
- Tiny-G
- Sunny Hill
- History

### Estagiários
- Park Sang-hyun (Cheondung da MBLAQ) (agora afiliado a J. Tune Camp)
- Kim Boa (Spica) (agora afiliada a B2M Entertainment)
- Park Juhyun (Spica) (agora afiliada a B2M Entertainment)
- Cho Hyung Woo (agora afiliado a Apop Entertainment)